# اینگنهایم
اینگنهایم (به فرانسوی: Ingenheim) یک کمون در فرانسه با جمعیت ۳۶۶ نفر است که در Canton of Hochfelden واقع شده‌است.